# Elezioni europee del 1979 in Lussemburgo
Le elezioni europee del 1979 in Lussemburgo si sono tenute il 10 giugno.

## Risultati
| Liste  | Liste                                     | Gruppo | Voti    | %     | Seggi |
| ------ | ----------------------------------------- | ------ | ------- | ----- | ----- |
|        | Partito Popolare Cristiano Sociale        | PPE    | 58.716  | 36,12 | 3     |
|        | Partito Democratico                       | LD     | 45.718  | 28,12 | 2     |
|        | Partito Operaio Socialista Lussemburghese | SOC    | 35.184  | 21,64 | 1     |
|        | Partito Socialdemocratico                 | -      | 11.382  | 7,00  | -     |
|        | Partito Comunista del Lussemburgo         | -      | 8.136   | 5,00  | -     |
|        | Altri                                     | -      | 3.423   | 2,11  | -     |
| Totale | Totale                                    | Totale | 162.559 |       | 6     |